# Formica novaeanglae
Formica novaeanglae é uma espécie de formiga do gênero Formica, pertencente à subfamília Formicinae.